# Blow (Beyoncé)
Blow is een nummer van de Amerikaanse zangeres Beyoncé uit 2013. Het nummer verscheen enkel in Nederland als single, de eerste van haar titelloze vijfde studioalbum.
"Blow" is een r&b- en funknummer met disco-invloeden. Het nummer werd vaak vergeleken met nummers uit de jaren 70 en 80, voornamelijk met nummers van Prince en Janet Jackson. Het nummer bereikte in Nederland de 23e positie in de Tipparade.